# Jan Steen (acteur)
Jan Steen (Roeselare, 14 mei 1966) is een Vlaamse acteur.

## Biografie
Jan Steen studeerde aan het Klein Seminarie in Roeselare en de Stedelijk academie voor muziek en woord, waar hij een hogere graad voordracht en toneel haalde. Na het behalen van een eerste prijs toneel het Conservatorium van Gent in 1988, begon hij aan zijn theatercarrière. Hij presenteerde zich als acteur, regisseur, coach en theatermaker bij gezelschappen als Arca, Cie De Koe, DASTHEATER, De Korre, NTG, Theater Zuidpool en De Werf (Brugge). Hij is te zien in langspeelfilms als Daens en Antonia, en in televisieseries als Buiten De Zone, De Familie Backeljau en Kulderzipken.
Vanaf 2005 is Steen vast dramadocent bij Drama Gent. Hij behaalt in 2008 zijn Master in het drama aan de opleiding regie van de Erasmus Hogeschool, Rits. In 2008 wordt hij onderzoeker in het drama aan de Hogeschool Gent, eerst voor het departement Conservatorium, sinds 1 oktober 2009 voor het departement KASK.
In 2025 won hij de Ultima voor Podiumkunsten 2024.
Zijn oudere broer, E.H. Marc Steen (°1959), was deeltijds docent aan de faculteit Godgeleerdheid van de KU Leuven, onderzoeks-eenheid Pastoraaltheologie, en president van het Heilige Geestcollege en Leo XXIII-seminarie te Leuven.

## Rollen

### Speelfilms
- 1989: Boerenpsalm
- 1991: Boys
- 1992: Daens
- 1993: De zevende hemel
- 1994: Just Friends
- 1995: Antonia
- 1995: De Vliegende Hollander
- 2000: Misstoestanden
- 2019: Om det oändliga

### Kortfilms
- 1989: L'Air de Rien
- 1996: Elixir d'Anvers
- 1997: A Hard Day's Work
- 2000: La Secreto Maximal de la Familia
- 2010: E.N.V.I.E.

### Televisie
- 1988: 't Bolleken
- 1992: Willems en Co
- 1993: Dag Sinterklaas
- 1993: Moeder, waarom leven wij?
- 1994: Buiten De Zone
- 1994-1995: De Familie Backeljau
- 1995: Kulderzipken
- 1997: Diamant
- 2000: Raf en Ronny III
- 2001: Liefde & geluk
- 2016: Ghost Rockers

### Theater
- 2016: Five Easy Pieces